# The Souls of Black Folk
The Souls of Black Folk (en español: Las almas del pueblo negro) es una obra clásica de la literatura estadounidense publicada por W. E. B. Du Bois en 1903. Se trata de un trabajo seminal en la historia de la sociología y un principio básico para la historia de la literatura afroestadounidense.
El libro contiene varios ensayos sobre la raza, algunos de los cuales habían sido previamente publicados en la revista Atlantic Monthly. Du Bois sacó de su propia experiencia para desarrollar este trabajo pionero sobre como era ser un afroamericano en la sociedad estadounidense. The Souls of Black Folk, fuera de su lugar notable en la historia afroamericana, ocupa también un lugar importante en las ciencias sociales al ser una de las primeras obras sociológicas.

## Capítulos deLas almas del pueblo negro
Cada capítulo en Las almas del pueblo negro lo encabeza un epígrafe, generalmente una cita de un poeta europeo, acompañado de la transcripción de la melodía (pero sin la letra) de un canto espiritual negro acerca de la tristeza, el sufrimiento, la esperanza y la afirmación. Su importancia radica en que son tanto originales como comunales —designando a un grupo de personas en lugar de un individuo— y que representan la llamada de Du Bois a la lucha de los afroamericanos.
El capítulo I expone una visión general de la tesis de Du Bois para el libro: que los negros del Sur tengan derecho a votar, a una buena educación y a ser tratados con igualdad y justicia.
El primer capítulo también introduce la famosa metáfora del velo. Según Du Bois, este velo es llevado por todos los afroamericanos, debido a que su visión del mundo y sus oportunidades de potencial económico, político y social son tan diferentes de la de los blancos. El velo es una manifestación visual de la discriminación racial, un problema que Du Bois trabajó su vida entera para remediar. Du Bois sublima la función del velo cuando se refiere a este como un regalo de la clarividencia para los afroamericanos: así, simultáneamente caracterizan el velo como una bendición o una maldición.
El segundo capítulo, El amanecer de libertad, abarca la historia de la Agencia de Libertos durante la reconstrucción.
Los capítulos III al VI se centran en la educación. Du Bois argumentó en contra de Booker T. Washington, que planteaba que los negros debían enfocarse únicamente en la educación industrial, y abogó por la incorporación de una educación clásica para formar a los líderes y educadores de la comunidad negra.
Los capítulos VII al X contienen estudios sociológicos sobre la comunidad negra. Du Bois investigó la influencia que han tenido la segregación y la discriminación sobre el pueblo negro. Argumentó que gran parte de los estereotipos negativos de los negros como perezosos, violentos e ingenuos fueron los resultados del tratamiento de los blancos.
En el capítulo X, De la fe de los padres, Du Bois sostiene que la Iglesia negra está profundamente vinculada a los movimientos políticos negros. En lugar de ver esto como algo positivo, lo ve como una debilidad que debe superar. Ve a la Iglesia como los últimos remanentes de la vida tribal que se tiene que derrocar para que la civilización negra pueda prosperar. Afirma que desde la mitad del siglo XVIII el esclavo negro fue hundido en el fondo de la escala económica y que por esto perdió todo el encanto en el mundo. Entonces la Iglesia le ofreció la salvación en el otro mundo, al cual él se aferró. Por lo contrario, para Du Bois, el entonces esclavo, y el ahora «hombre negro», debe contemplar la salvación en esta vida para construir una cultura de prosperidad económica. Sin embargo, dijo que esto era mucho mejor que la gran Iglesia cristiana en la cual nunca fue excluido. Este le ofreció un futuro programa a la Iglesia de comprar bienes inmuebles para sus miembros para aumentar su estatus económico en la sociedad.
Los últimos capítulos del libro están dedicados a los relatos de personas. El capítulo XI, Del Fallecimiento del Primogénito, cuenta la historia del propio hijo de Du Bois y su muerte prematura. En el siguiente capítulo, la vida de Alexander Crummell es una breve biografía de un sacerdote negro en la Iglesia Episcopal. El capítulo XIII, De la venida de John, es la historia ficticia de un niño de Georgia que va a la universidad y a su regreso es rechazado por su comunidad negra y por los blancos patricios de su ciudad.
El último capítulo es sobre la música negra y hace referencia a los pasajes musicales cortos transcritos al principio de cada uno de los otros capítulos. Esto es lo que dijo Du Bois acerca de estas canciones de esclavos:

Sé que estas canciones son el mensaje claro de los esclavos para el mundo.

## Recepción crítica
En Living Black History, el biógrafo de Du Bois, Manning Marable, señala:

Pocos libros hacen historia y menos todavía hacen textos fundacionales para los movimientos y las luchas de un pueblo entero. Las almas del pueblo negro ocupa esta posición rara. Ayudó a crear el argumento intelectual para la lucha por la libertad negra en el siglo veinte. Las almas justifica la búsqueda de la educación superior para los negros y por tanto contribuyó a la subida de la clase media negra. Al describir una discriminación racial global, Du Bois anticipó las revoluciones panafricanistas y coloniales en el Tercer Mundo. Por otra parte, esta crítica impresionante de cómo la 'raza' se vive a través de los aspectos normales de la vida diaria es central para lo que se conoce como 'estudios de blancura' un siglo después.

## Traducción
Al castellano
- 2020 - Las almas del pueblo negro, (traducción de Héctor Arnau), Editorial Capitán Swing, ISBN 978-84-121979-9-0 (libro), ISBN 9788412226478 (eBook)[5][1]
- 1995 - Las almas del pueblo negro (selección, texto bilingüe, introducción, traducción y notas de Jesús Benito Sánchez, Ana María Manzanas), Secretariado de Publicaciones, Universidad de León, ISBN 84-7719-498-X.[6]